# Barles
Barles település Franciaországban, Alpes-de-Haute-Provence megyében. Lakosainak száma 124 fő (2022. január 1.). Barles Authon, Auzet, Bayons, La Javie, La Robine-sur-Galabre, Selonnet és Verdaches községekkel határos.

## Népesség
A település népességének változása:
| Lakosok száma | 100  | 85   | 114  | 144  | 152  | 138  | 134  | 132  | 132  | 124  |
|               | 1968 | 1982 | 1999 | 2006 | 2011 | 2015 | 2017 | 2018 | 2020 | 2022 |